# Comuna Martînivka, Cervonoarmiisk
Martînivka (în ucraineană Мартинівська сільська рада) este o comună în raionul Cervonoarmiisk, regiunea Jîtomîr, Ucraina, formată din satele Korcivka, Martînivka (reședința) și Neborivka.

## Demografie
Componența lingvistică a comunei Martînivka
     Ucraineană (98,6%)
     Rusă (1,21%)
     Alte limbi (0,09%)
Conform recensământului din 2001, majoritatea populației comunei Martînivka era vorbitoare de ucraineană (98,6%), existând în minoritate și vorbitori de rusă (1,21%).